# Bertil Lövdahl
Åke Bertil Gunnar Lövdahl, född den 8 april 1932 i Stockholm, död den 20 november 2016 i Solna, var en svensk militär.
Lövdahl blev kapten i signaltrupperna 1966 och befordrades till överstelöjtnant 1974. Han genomgick Militärhögskolan 1969 och Försvarshögskolan 1982. Lövdahl var detaljchef vid Försvarsstaben 1969–1973, avdelnings- och sektionschef vid Övre Norrlands militärområde 1974–1979 och chef för Norrlands signalbataljon 1979–1980. Efter att ha befordrats till överste var Lövdahl chef för Göta signalregemente 1980–1982. Efter att ha befordrats till överste av första graden var han sektionschef vid Försvarsstaben 1982–1986 och ingenjör- och signalinspektör 1986–1991. Lövdahl vilar på Solna kyrkogård.